# Blues d'Indianapolis
Les Blues d'Indianapolis (en anglais : Indianapolis Blues) sont une ancienne formation de Ligue majeure de baseball basée à Indianapolis (Indiana) qui évolua à ce niveau en 1878.

## Histoire
Ne pouvant installer des franchises à Saint-Louis et Hartford, comme elle le désirait, la Ligue créé une nouvelle franchise à Indianapolis. Le meilleur club indépendant de la ville sert de base à la formation de l'équipe qui est confiée au manager-joueur John Clapp.
Le premier match en compétition est joué le 1er mai 1878 contre les Chicago White Stockings à domicile ; C'est une défaite 5-4. Les Cubs remportent les trois matchs de cette série inaugurale. La première victoire est enregistrée à l'occasion du sixième match de la saison, contre le Milwaukee Grays.
Le joueur de champ droit Orator Shaffer affiche une moyenne au bâton de 0,338. Les lanceurs étaient The Only Nolan (13-22, 2,57), Jim McCormick (5-8, 1,69) et Tom Healey (6-4, 2,22).
Après la saison 1878 sanctionnée par une cinquième place de classement pour les Blues, la franchise cesse ses activités.

## Saison par saison
| Saison | Vic.-Déf. | Class. |
| ------ | --------- | ------ |
| 1878   | 24-36     | 5e     |